# 1991—1992年西南印度洋熱帶氣旋季
1991－1992年西南印度洋熱帶氣旋季在1991年11月15日開始，並在2007年4月30日完結（某些地區的熱帶氣旋季在2007年5月15日完結）。
此文內容只包含在西南印度洋形成的熱帶氣旋的介紹。
風暴是由留尼汪氣象部發出報告。如果一個熱帶低氣壓在南緯0-40度，東經31-55度之間增強為中等熱帶風暴的話，馬達加斯加就會為它命名。如果一個熱帶低氣壓在南緯0-40度，東經55-90度之間增強為中等熱帶風暴的話，模里西斯就會為它命名。

## 熱帶氣旋
如果一個熱帶低氣壓在南緯0-40度，東經31-90度之間增強為中級熱帶風暴的話，馬達加斯加或模里西斯就會為它命名。由於每年都會有新的名字清單，所以不用停用名字。
以下所有氣旋的強度及其他相關資訊均以留尼汪氣象部公報為準。

## 其他熱帶氣旋
除了被命名的熱帶氣旋外，還有一些沒被命名的低氣壓和被聯合颱風警報中心認為是熱帶風暴的熱帶氣旋。以下列出那些熱帶氣旋的資料。